# 메시에 29
메시에 9(NGC 6913)는 백조자리에 있는 산개 성단이다. 1764년 샤를 메시에가 메시에 천체 목록에 넣었다.

## 특징
M29는 지구에서 약 4,000 광년 떨어져 있다. 겉보기 등급은 +7.1 등급, 시 직경은 약 7분이다.

## 발견 및 역사
1764년 6월 29일 프랑스의 천문학자 샤를 메시에가 발견하였다.

## 같이 보기
- 메시에 천체 목록